# Lisle Atkinson
Lisle Arthur Atkinson (* 16. September 1940 in New York City; † 25. März 2019) war ein US-amerikanischer Jazz-Bassist.

## Leben und Wirken
Lisles Mutter spielte Klavier, sein Vater war Bassist; er spielte zunächst Violine und wechselte später zum Bass, besuchte die Highschool of Music and Art und dann die Manhattan School of Music.  Atkinson begann seine Karriere bei Freddy Cole, wo er von 1959 bis 1961 spielte. Von 1962 bis 1966 begleitete er die Sängerin Nina Simone und wirkte an mehreren ihrer Alben mit wie Broadway-Blues-Ballads. Ende der 60er Jahre spielte an der Seite von Norman Simmons und Al Harewood in der Begleitband von Betty Carter und trat mit ihr 1970 im Village Vanguard auf. Mit Michael Fleming, Milt Hinton, Richard Davis, Ron Carter und Sam Jones gehörte er in dieser Zeit auch zu Bill Lees New York Bass Violin Choir. Anfang der 1970er Jahre arbeitete er in der Band von Stanley Turrentine sowie in den Trios von  Wynton Kelly, Billy Taylor und Kenny Burrell; er spielte außerdem bei Dakota Staton, Frank Foster, Horace Parlan, im Grady Tate Trio und im Quintett von Howard McGhee (Wise in Time), und begleitete Johnny Hartman und Joe Williams.
1976 spielte er im Trio von Walt Dickerson mit Andrew Cyrille (Peace). Anfang der 1980er Jahre arbeitete er mit Charles Sullivan, Nancy Wilson, Eddie Harris und spielte 1985 in der Formation Neo Brass Ensemble. In der zweiten Hälfte der 80er spielte er bei Benny Carter, in der Grover Mitchell Bigband, mit Lee Konitz und im Quintett von Ernie Wilkins und Joe Newman. 1995 gehörte er dem Trio Andrew Cyrilles mit James Newton an (Good to Go, with a Tribute to Bu).
Seit 1971 unterrichtete Atkinson im Jazzmobile-Projekt; er wirkte außerdem an Aufnahmen von Richard Wyands, George Coleman, Helen Humes und Hal Singer mit. 1979 nahm er unter eigenem Namen für Storyville Records das Album Bass Contra Bass auf, an dem u. a. Wyands und Al Harewood mitwirkten, das neben Standards wie Lush Life auch Eigenkompositionen des Bassisten enthielt. Ferner gründete Atkinson das Neo-Bass Ensemble, in dem er mit seiner Frau Karen (Kontrabass), vier weiteren Bassisten, zwei Cellistm und Rhythmusgruppe spielte.